# أغوستين كالديرون
أغوستين كالديرون (بالإسبانية: Agustín Calderon)‏ هو راكب الكنو إسباني، ولد في 27 مارس 1972.

## وصلات خارجية
- أغوستين كالديرون على موقع اللجنة الأولمبية الدولية (الإنجليزية)
- أغوستين كالديرون على موقع أوليمبيديا (الإنجليزية)
- أغوستين كالديرون على موقع اللجنة الأولمبية الإسبانية (الإسبانية)